# 김수일
김수일(金秀一, 1933년 5월 25일 ~ )은 대한민국의 성우이다. 1954년 KBS 1기 공채 성우로 데뷔하였다.

## 주요 출연작품

### 애니메이션
1971년
- 태풍소년 (KBS) - 해설

### 애니메이션 영화
1967년
- 호피와 차돌바위 - 골반대사

### 영화
1974년
- 로마의 휴일 (KBS)
- 별들의 고향 (KBS)

### 드라마
1981년
- 《제1공화국》 (MBC) - 허헌 역

1989년
- 《제2공화국》 (MBC) - 김일환, 이용범 역

1993년
- 《제3공화국》 (MBC) - 유태하, 윤치영

1995년
- 《제4공화국》 (MBC) - 박동진, 이철희 역
- 《찬란한 여명》 (KBS1) - 이인기 역

1999년
- 《학교》 (KBS2) - 교장 역

2000년
- 《경찰특공대》 (SBS) - 김근수 회장

2001년
- 《웬만해선 그들을 막을 수 없다》 (SBS) - 동작소방서장 역 (238회)

2002년
- 《제국의 아침》 (KBS1) - 유천궁 역

## 수상 내역
- 2014년《대한민국 대중문화예술상》보관문화훈장